# Ruta 506 (Costa Rica)
La Ruta 506, oficialmente Ruta Nacional Terciaria 506, es una ruta nacional de Costa Rica ubicada en la provincia de Heredia.

## Descripción
En la provincia de Heredia, la ruta atraviesa el cantón de Sarapiquí (el distrito de La Virgen).